# Pedro Acevedo
Pedro Mauricio Acevedo Meloni (Santiago del Cile, 21 settembre 1973) è un ex calciatore cileno, di ruolo Difensore.